# Mouvement du Sud
Pour les articles homonymes, voir Hirak.

Carte de la situation actuelle de guerre civile du Yémen.
Territoire contrôlé par les loyalistes.
Territoire contrôlé par les Houthis.
Territoire contrôlé par les djihadistes d'AQPA et de l'EI au Yémen.
Territoire contrôlé par le Conseil de transition du Sud.

Le Mouvement du Sud (en arabe : الحراك الجنوبي), parfois désigné par le nom de sa branche armée Résistance du Sud, (المقاومة الجنوبية), ou simplement Al-Hirak (« le mouvement ») est une organisation séparatiste sud-yéménite fondée en 2007, organisée en mouvement politique et en groupe armé paramilitaire, et prônant l'indépendance du Yémen du Sud,.

## Idéologie
Al-Hirak est séparatiste et prône le rétablissement d'un État indépendant au Yémen du Sud. Le mouvement est divisé en différentes tendances ; selon Jean-Philippe Rémy, reporter pour Le Monde : « Il y a de tout chez les Al-Hirak : des marxistes convaincus, des salafistes résolus, des jeunes enthousiastes, des vieux militaires ». Pour Laurent Bonnefoy, chercheur au CNRS et expert sur le Yémen, « Ce sont des socialistes, des libéraux, des islamistes, etc. Ils n’ont pas d’unité idéologique. [Ceci] peut aussi les rendre fragiles. [Mais] ils ont un objectif commun la recréation d’un État indépendant composé des provinces sudistes du pays ».

## Révolution yéménite
En 2011 et 2012, le mouvement participe à la Révolution yéménite. Il contrôle notamment le quartier de Mansourah à Aden.

## Conflit sud-yéménite
En octobre 2014, dans le contexte de la prise de Sanaa en septembre 2014 par les Houthis, le mouvement organise une manifestation pour l'indépendance du Yémen du Sud.

## Guerre civile yéménite
En janvier 2015, après la démission du président Hadi et la prise de pouvoir des Houthis, les membres du mouvement prirent des positions à la police et rejetèrent les décisions prises à Sanaa. À partir de mars 2015, le groupe cesse d'affronter le gouvernement yéménite.
Acteur important de la guerre civile yéménite, en soutenant le camp loyaliste du président Abdrabbo Mansour Hadi, face aux Houthis, une partie du mouvement du Sud décide finalement, en août 2015, de rejoindre l'armée loyaliste,,,. Cette incorporation fait suite à une décision du président Hadi datant du 28 juillet 2015,.
En octobre 2015, une nouvelle manifestation sudiste est organisée.
le 17 avril 2016, le mouvement organise une nouvelle manifestation à Aden. Le 18 du même mois, une nouvelle manifestation est organisée en présence du gouverneur Aïdarus al-Zoubaïdi.
Le 27 avril 2017, le président Abdrabbo Mansour Hadi limoge le gouverneur d'Aden Aïdarous al-Zoubaïdi et le ministre d'État Hani ben Brik.
Le 4 mai 2017, des milliers de séparatistes sudistes manifestent à Aden.
Le 11 mai 2017, les deux dirigeants déchus proclament une autorité parallèle pour diriger le Yémen du Sud, le Conseil de transition du Sud,. Al-Zoubaïdi devient président du Conseil présidentiel, tandis que Hani ben Brik devient vice-président.